# Inowrocław
Inowrocław (németül Inowrazlaw, 1904–1920 között és Lengyelország 1939–1945 közötti német megszállása alatt Hohensalza, néha Jungbreslau) lengyelországi város a Kujávia-pomerániai vajdaságban, azon belül az Inowrocławi járásban, Kujáviában, a Noteć folyó partján. A város fürdőhely is.

## Története
Inowrocław első említése 1185-ből ismert, a forrás a várost Novo Wladislaw néven nevezi. A névválasztás valószínűleg I. Ulászló Herman tiszteletére történt mint Nowy Włocławek (a. m. Új Włocławek), mivel a várost Włocławek polgárai alapították, akik az árvíz elől menekülve városuknak új helyet kerestek. A város gazdaságának alapja nagy vásárok tartása és a közelben űzött sóbányászás lett. Az emberi tevékenység véletlenül talált történelmi nyomai és a későbbi ásatások azt tanúsítják, hogy Inowrocław területén voltak a Lengyelország területén máig feltárt legrégibb sóbányák.
Inowrocław 1238. körül kapott városjogokat I. Kázmér kujáviai fejedelemtől. 1466–1772 között Inowrocław az azonos nevű vajdaság központja volt, mely Kujávia északnyugati részét ölelte fel az alábbi városokkal: Bydgoszcz, Solec Kujawski, Koronowo, Gniewkowo, Podgórz, Słońsko, Raciążek, Służewo, Lipno, Dobrzyń és Radziejów.
A porosz uralom idején a várost is alávetették a germanizációnak. A 19. században a város újra fejlődésnek indult. Több intézmény létesült: nyomda 1870-ben, középiskola 1848-ban, új kórház a város és a járás számára 1870-ben, sóbánya és sófőzde valamint megkezdődött a vasúthálózat kiépítése 1872–1873-ban, gyógyfürdő 1875-ben, mezőgazdasági gépgyár és szódagyár 1882-ben, városi gázművek 1902-ben, vízvezeték 1904-ben, erőmű 1908-ban, villamosvonal 1912–1969.
A város lakói aktívan részt vettek az összes nemzeti politikai mozgalomban. 1812-ben Moszkva felé mentében Napóleon is megszállt a városban.
Inowrocław 1919-ben lett ismét Lengyelország része. A két világháború közötti gazdasági nehézségek miatt Inowrocławban igen magas volt a munkanélküliek aránya. A munkanélküliek és munkások több alkalommal tüntettek. 1926-ban a rendőrség véresen leverte a munkásság demonstrációját. Az 1930-as években a munkanélküliek többször is éhségsztrájkokat tartottak. A nehéz gazdasági környezet ellenére a város fejlődött. Megnyitották az „Irena” üveggyárat és a sóbánya új aknáját a Poznańska utcában 1924-ben, befejezték a Természetgyógyászati Intézet épületét (1927), megkezdték a repülőtér építését 1930-ban, majd három évvel később be is fejezték.
1939. szeptember 5–7. között a lengyel 26. gyalogsági hadosztály egységei érkeztek a város körzetébe, hogy felvegyék a harcot a német 4. hadsereg egységeivel.
A német megszállás első napjaiban a lakosság tömeges letartóztatása és kivégzése folyt, a legnagyobb visszhangot az „inowrocławi véres vasárnap” (1939. október 30. éjjelén) váltotta ki, melynek során több mint 1000 lengyel családot lakoltattak ki. 1940–1945 között koncentrációs tábor működött, melyben kb. 10 000 lengyelt őriztek, néhány százat meg is gyilkoltak. Mątwy városrészben hadifogolytábort létesítettek, ahol szovjet, francia és angol foglyokat őriztek. Mintegy 900 közülük meghalt. A német megszállás véget ért, amint a Vörös Hadsereg elfoglalta a várost 1945. január 21-én. A várost az 1. belorusz front 2. páncélos gárdahadserege szállta meg. A németek utolsó légitámadása azonban 1945. április 4-én zajlott le. Egy repülő négy bombát dobott le és lőtte a vasútállomás peronján várakozó utasokat.
1950–1988 között a város a Bydgoszczi vajdasághoz tartozott.

## Műemlékek
- Legszentebb Szűz Mária román stílusú templom a 12. század végéről vagy a 13. század elejéről bazilika rangban
- Szent Miklós-plébániatemplom a 15. századból, átépítve a 17. században.
- eredetileg evangélikus templom 1861–1863
- neoromán Angyali üdvözlet-templom 1898–1900
- neogótikus városháza
- középkori erődítések maradványai – ul. Poznańska 4 és Plac Klasztorny (Kolostor tér)
- Szent Borbála és Szent Móric neoklasszicista templom 1927–1928
- Szent Adalbert-gimnázium - ul. Toruńska

## Képek

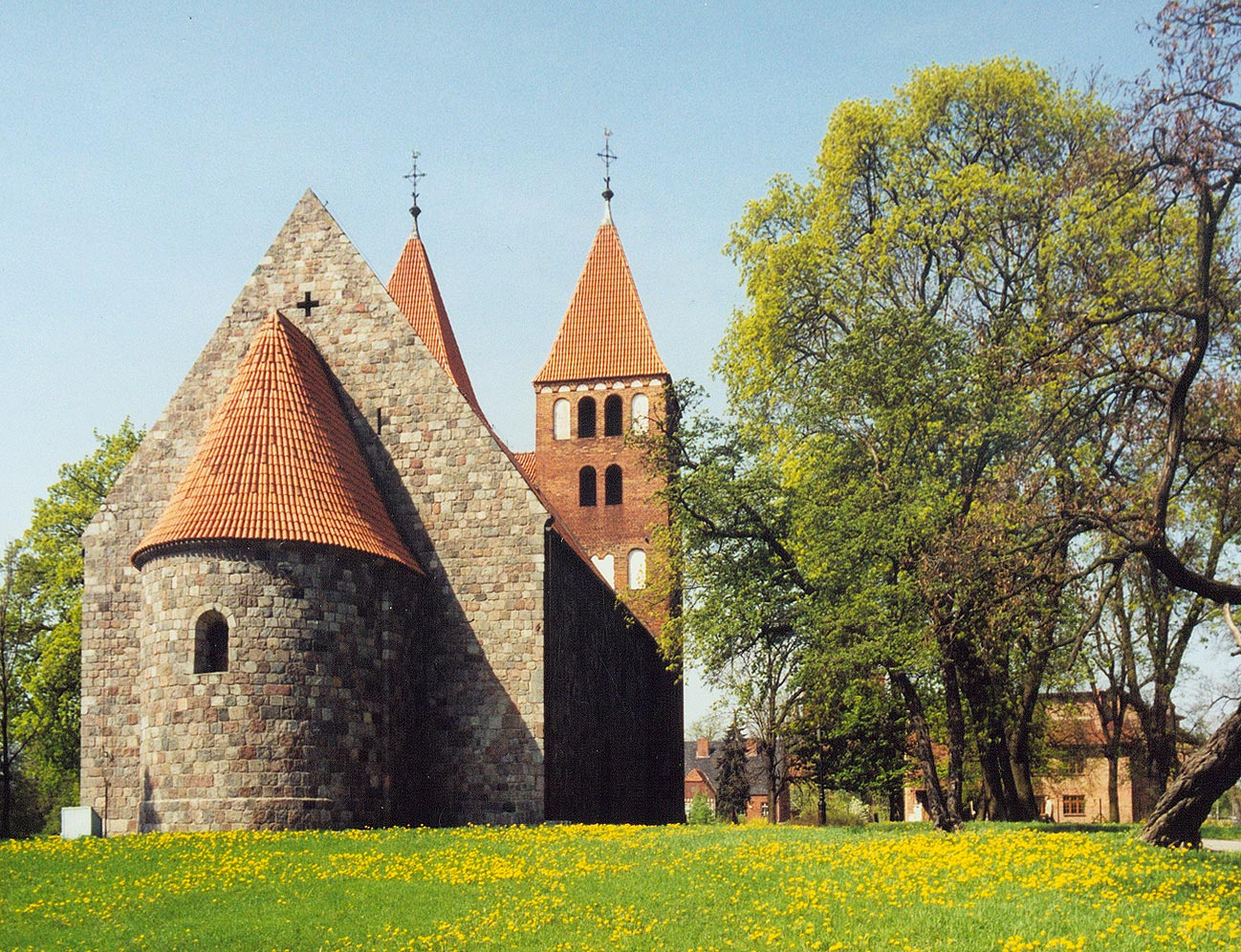
Bazilika
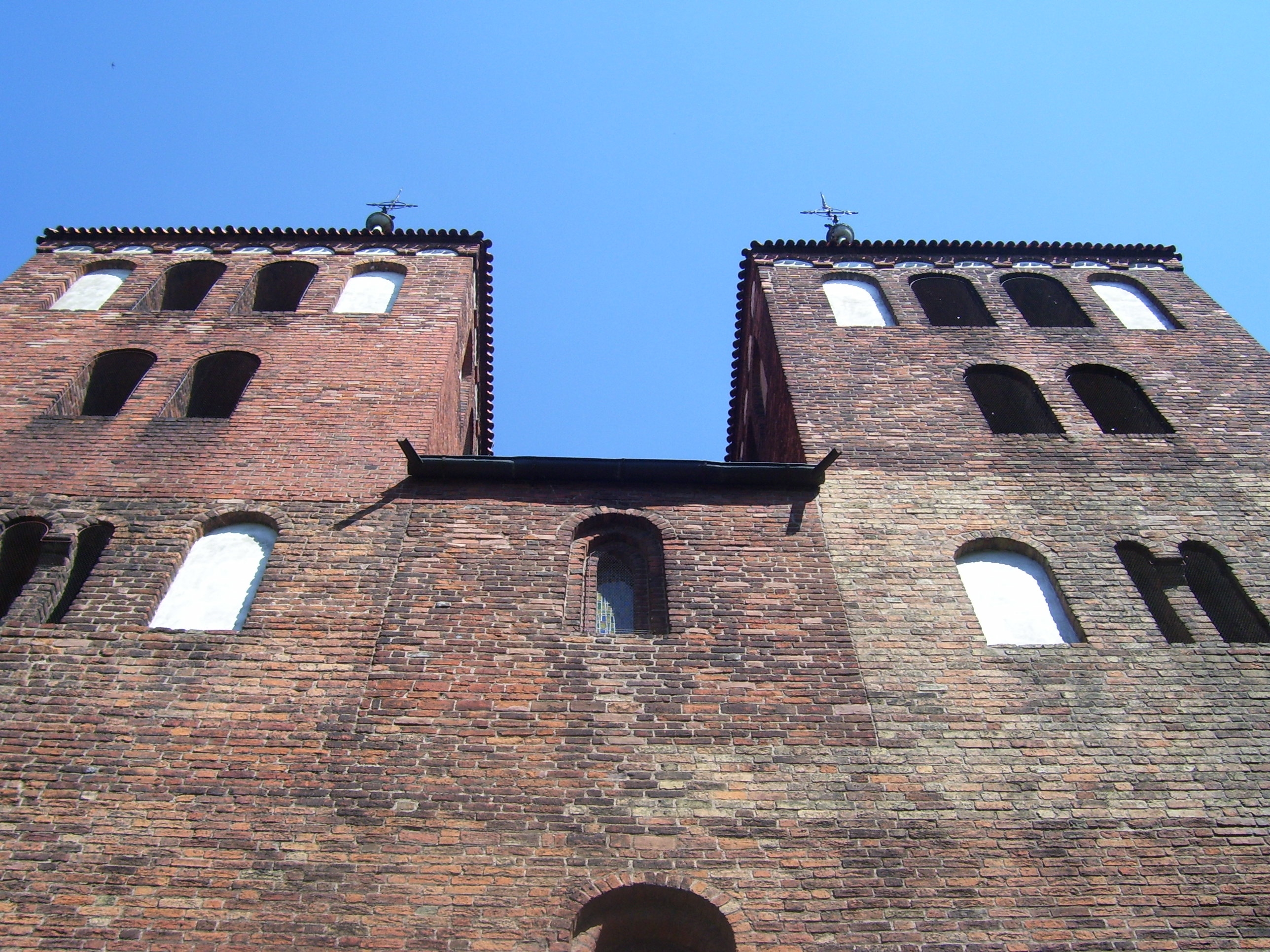
A bazilika homlokzata
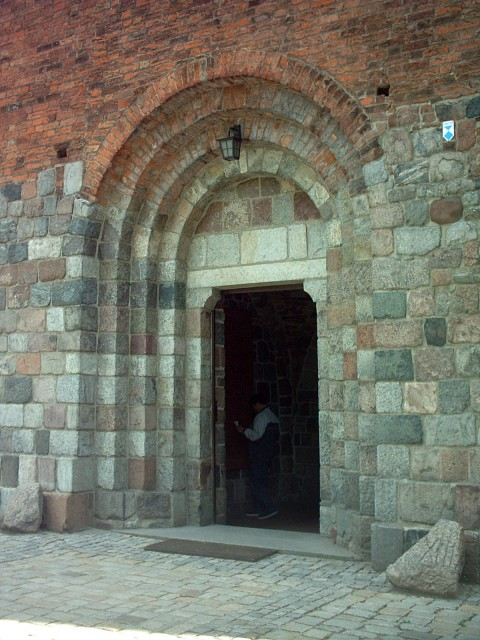
A bazilika nyugati kapuja
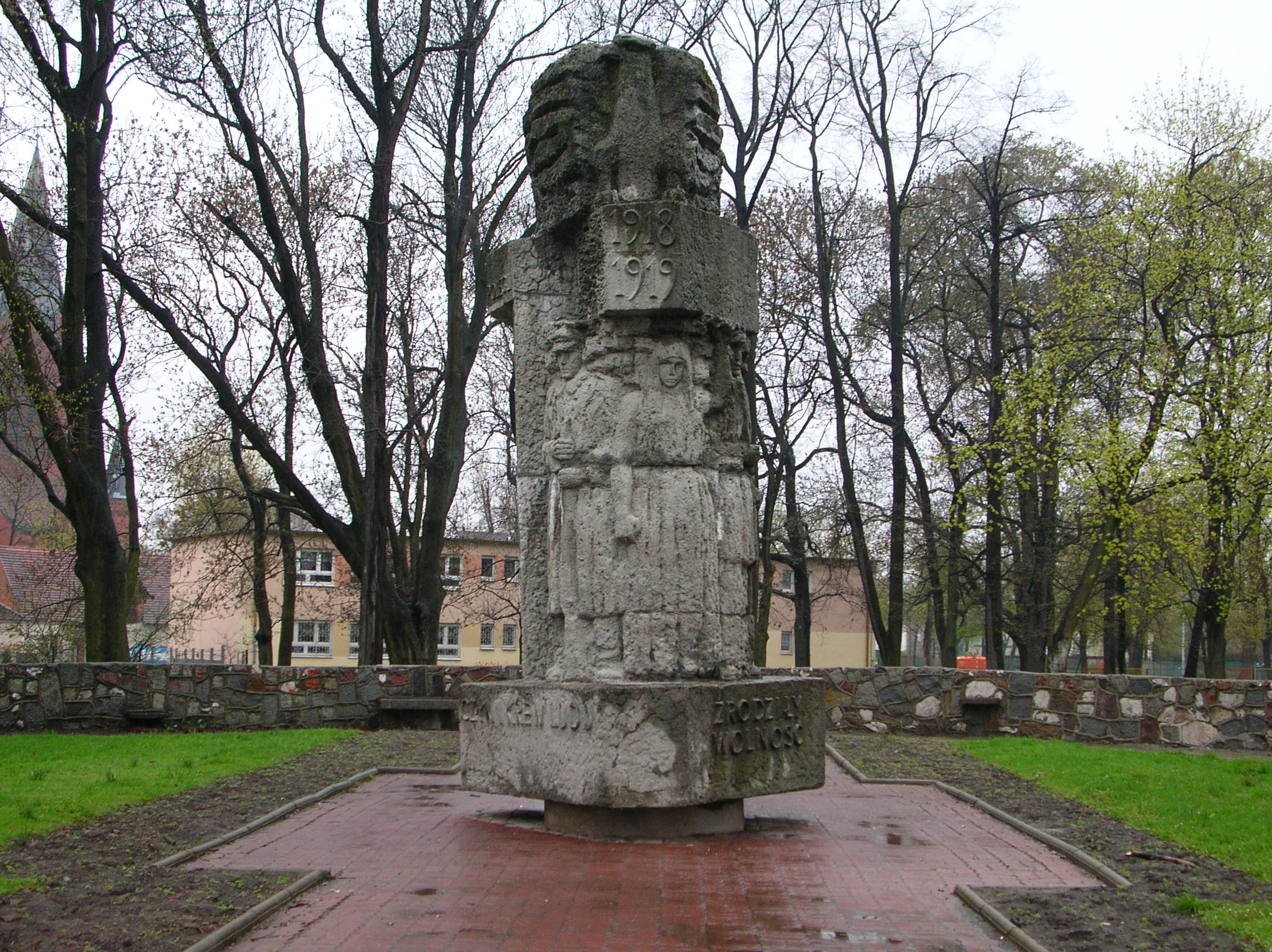
A nagy-lengyelországi felkelők emlékműve
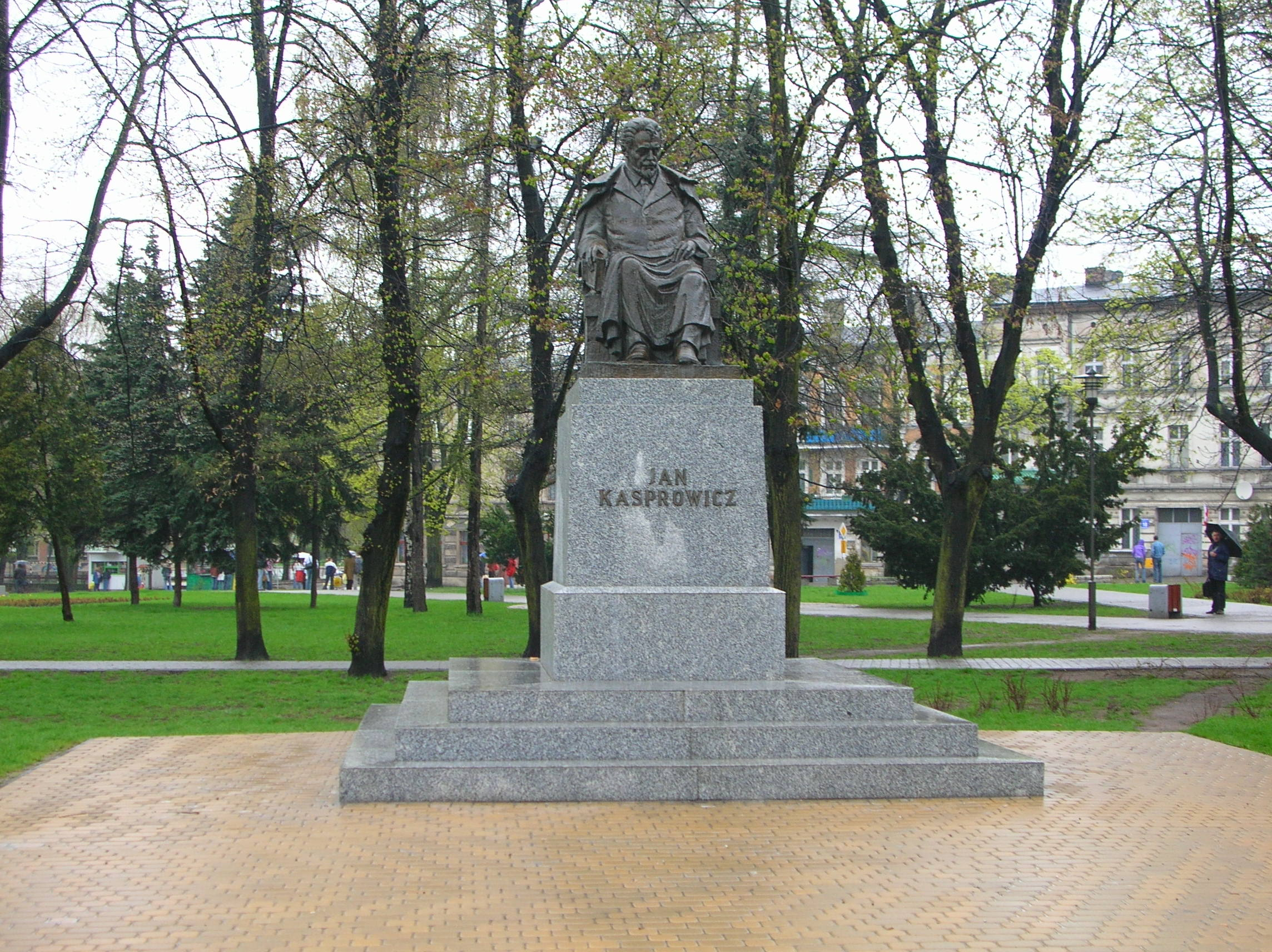
Jan Kasprowicz szobra
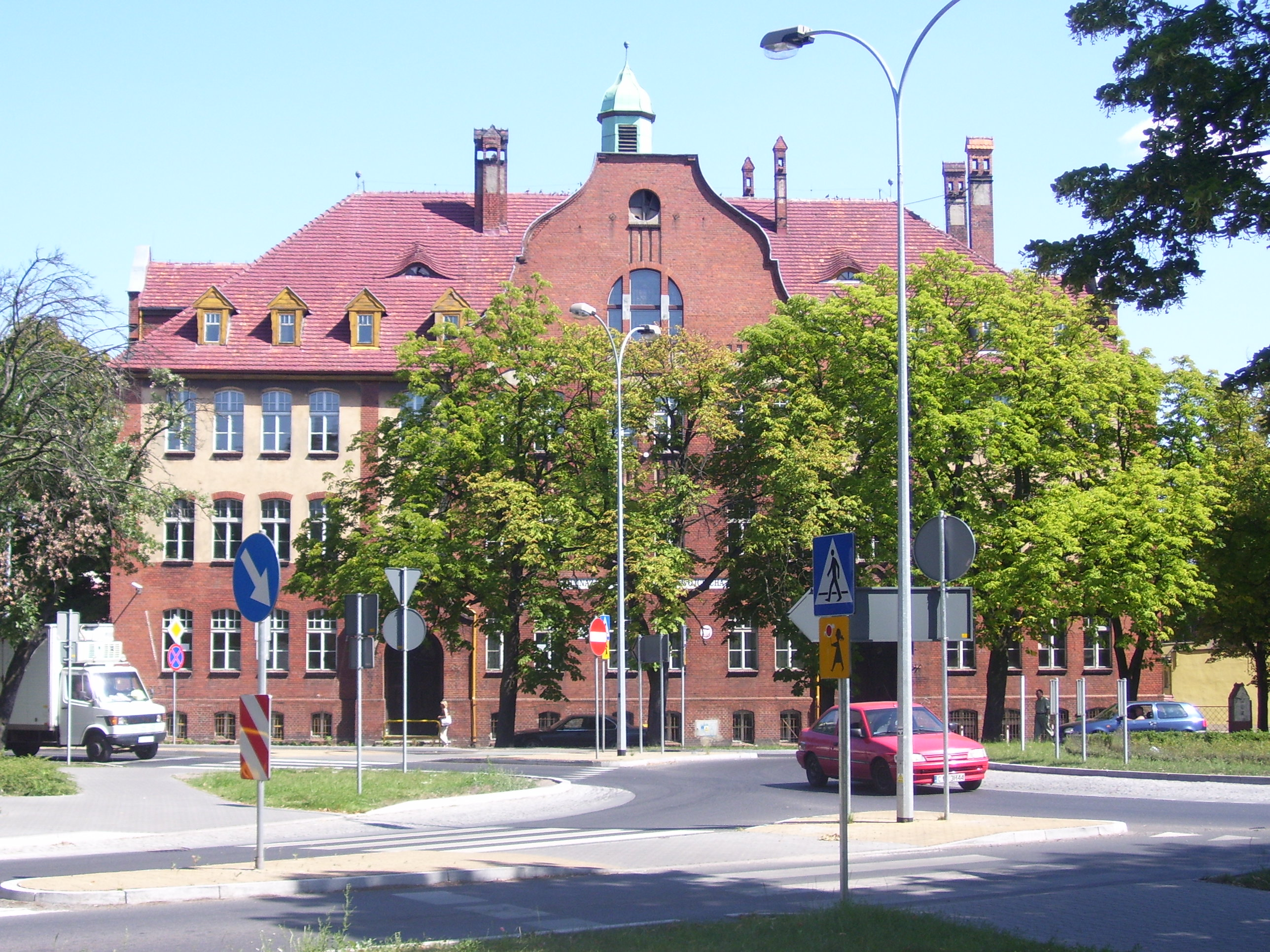
Szent Adalbert-gimnázium
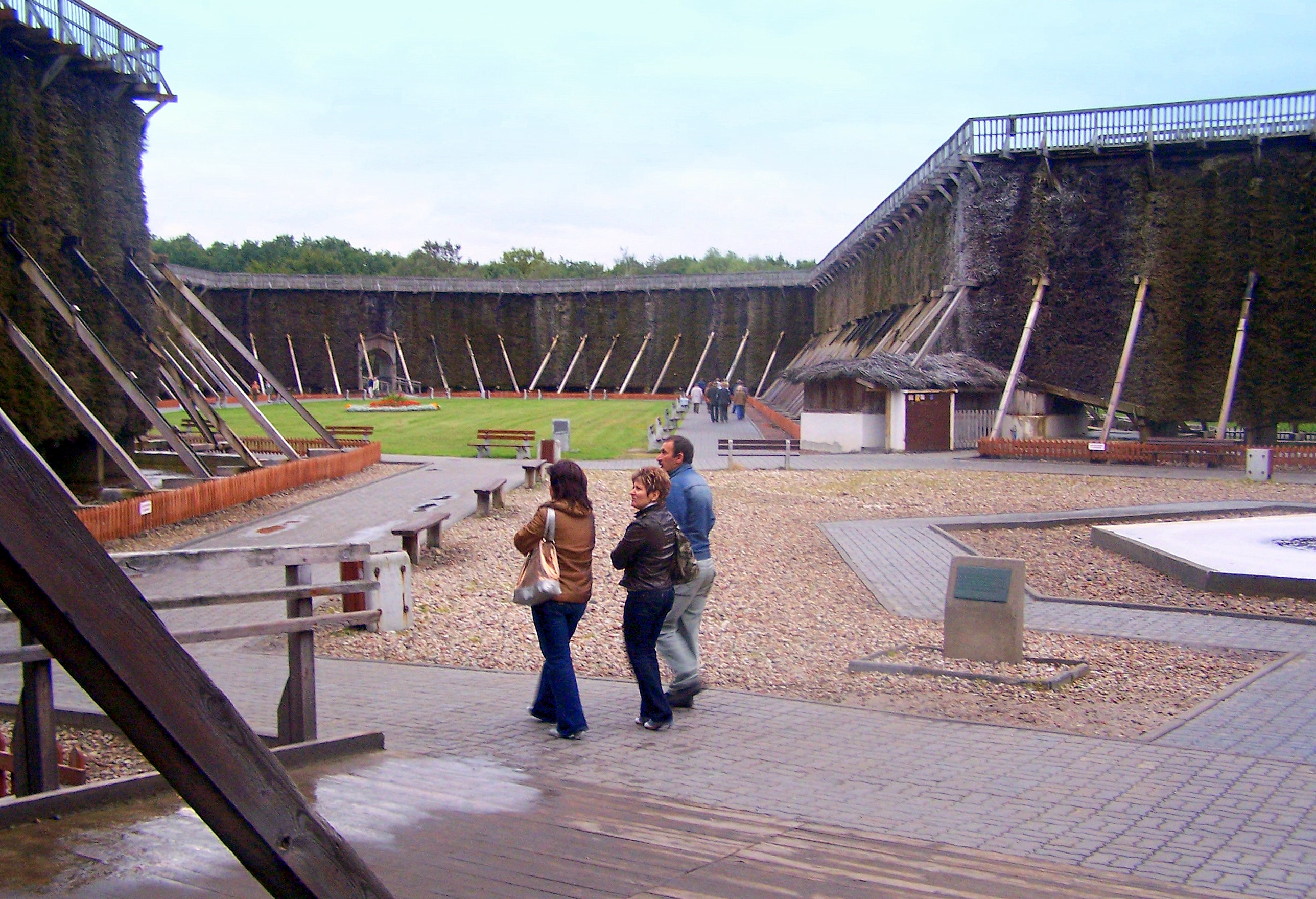
Sólé besűrítő

## Fordítás
- Ez a szócikk részben vagy egészben az Inowrocław című lengyel Wikipédia-szócikk fordításán alapul.  Az eredeti cikk szerkesztőit annak laptörténete sorolja fel. Ez a jelzés csupán a megfogalmazás eredetét és a szerzői jogokat jelzi, nem szolgál a cikkben szereplő információk forrásmegjelöléseként.